# Konventionen om kemiske våben
Konventionen om kemiske våben (CWC) er en traktat om våbenkontrol, der forbyder produktion, oplagring og anvendelse af kemiske våben og stoffer, der kan bruges til fremstilling af dem. Traktatens fulde navn er Convention on the Prohibition of the Development, Production, Stockpiling and Use of Chemical Weapons and on their Destruction ( Konvention om forbud mod udvikling, produktion, oplagring og anvendelse af kemiske våben og om destruktion af dem), og den administreres af Organisation for the Prohibition of Chemical Weapons (OPCW), en organisation på regeringsniveau, der har hjemme i Haag, Nederlandene. Traktaten trådte i kraft i 1997.
De deltagende landes vigtigste forpligtelse under konventionen er at forbyde brugen og produktionen af kemiske våben så vel som ødelæggelsen af alle kemiske våben. Arbejdet med destruktion af disse våben kontrolleres af OPCW.
I januar 2013 var ca. 78% af de oplagrede, kemiske våben blevet destrueret. Konventionen rummer også retningslinjer for systematisk bedømmelse af kemiske og militære anlæg og for undersøgelse af anklager om brug og produktion af kemiske våben, der bygger på efterretninger fra andre landes regeringer.
I oktober 2013 havde 190 stater givet deres samtykke til at være forpligtet af denne konvention. To af de resterende seks stater, Israel og Myanmar, har undertegnet, men ikke ratificeret aftalen. For ganske nylig (den 14. september 2013) har Syrien afleveret sin erklæring om tilslutning til konventionen og er gået ind på dens foreløbige anvendelse under afventning af ikrafttrædelsen af landets tilslutning pr. 14. oktober 2013.

## Konventionens hovedpunkter
- Forbud mod produktion og brug af kemiske våben
- Destruktion (eller overvåget omdannelse til anden brug) af produktionsanlæg for kemiske våben
- Destruktion af alle kemiske våben (herunder kemiske våben, der er efterladt uden for de deltagende landes territorier)
- Gensidig hjælp mellem deltagerlandene og OPCW i tilfælde af, at kemiske våben er blevet anvendt
- Et OPCW inspektionsregulativ for produktion af stoffer, der kan omdannes til kemiske våben
- Internationalt samarbejde om den fredelige anvendelse af kemi på relevante områder